# 3e gala des prix Félix
 Les lauréats des prix Félix en 1981, artistes québécois œuvrant dans l'industrie de la chanson, ont reçu leurs récompenses à l'occasion du troisième Gala de l'ADISQ, animé par Yvon Deschamps et qui eut lieu le 4 octobre 1981.

## Interprète masculin de l'année
- Daniel Lavoie

Autres nommés: Claude Dubois, Jean-Pierre Ferland, Jean Lapointe, Richard Séguin.

## Interprète féminine de l'année
- Diane Tell

Autres nommés: Véronique Béliveau, Diane Dufresne, Nicole Martin, Fabienne Thibeault.

## Révélation de l'année
- Martine St-Clair

Autres nommés: Ginette Bellavance, Pierre Bertrand, Corbeau, Gaston Mandeville.

## Groupe de l'année
- Corbeau

Autres nommés: April Wine, Offenbach, Kate McGarrigle et Anna McGarrigle, Uzeb.

## Artiste s'étant le plus illustré hors Québec
- April Wine

Autres nommés: Diane Dufresne, Plume Latraverse, Sol, Fabienne Thibeault

## Chanson de l'année
- Si j'étais un homme de Diane Tell

Autres nommées: Moi, tarzan, toi, Jane de Robert Charlebois, J'lâche pas de Corbeau, Passe-partout (chanson thème) de Passe-partout, Le goût du miel de Fabienne Thibeault, Quand on se donne de Jean-Pierre Ferland et Ginette Reno.

## Album de l'année
- En flèche de Diane Tell

Autres nommés : Fou de Corbeau, Passe-Partout vol. 1 de Passe-partout, Closer de Gino Soccio, Starmania (Artistes variés), Fabienne Thibeault de Fabienne Thibeault.

## Album le plus vendu de l'année
- Passe-partout vol. 1 de Passe-Partout

## Album (auteur-compositeur-interprète) de l'année
- En flèche de Diane Tell

Autres nommés; Crawlings de Daniel Lavoie, En couleurs de Gilles Rivard, Trace et contraste de Richard Séguin.

## Album pop de l'année
- Fabienne Thibeault de Fabienne Thibeault

Autres nommés: Je vous entends chanter (Artistes variés), Véronique Béliveau de Véronique Béliveau, Laissez-moi chanter de Nicole Martin, Quand on se donne de Ginette Reno.

## Album rock de l'année
- Starmania (Artistes variés)

Autres nommés: The Nature of Beast de April Wine, Fou de Corbeau, Leyden Zar de Leyden Zar, Coup de foudre de Offenbach.

## Album dance de l'année
- Closer de Gino Soccio

Autres nommés: Freddie James de Freddie James, No way de Geraldine Hunt, Primitif de Boule Noire, Your Love de Lime.

## Album folklore de l'année
- Têtu de Jim Corcoran

Autres nommés: Les épousailles de La Bottine souriante, Paquetville de Édith Butler, La vie d'un Beauceron de Clément Grenier, Zachary Richard Live de Zachary Richard,  Breton-Cyr de Breton-Cyr

## Album western de l'année
- La musique de Tennessee de Denis Champoux

Autres nommés: Comme la pluie de septembre de Lévis Bouliane, Le grand jamboree western (Artistes variés), Un jour à la fois de Julie et ses musiciens.

## Album enfants de l'année
- Barbichon, barbiché de Édith Butler et Jacqueline Lemay

Autres nommés: Passe-partout vol. 1 et 2 de Passe-partout, Quelques pas dans l'univers d'Eva de Gilles Vigneault, Salut mon chum de Fanfan Dédé.

## Album instrumental de l'année
- Virage à gauche d'André Gagnon

## Producteur de l'année
- Gilles Talbot

## Spectacle de l'année - musique et chansons
- Starmania made in Quebec de Luc Plamondon et Michel Berger (Artistes variés)

Autres nommés: Daniel Lavoie de Daniel Lavoie, J'me mets sur mon 36 de Diane Dufresne, En flèche de Diane Tell.

## Spectacle de l'année - Humour
- Les retrouvailles de Clémence de Clémence DesRochers

Autres nommés: Une farce dans la nature de Pierre Labelle, Pour le fun de Jean Lapointe, Paul et Paul s'en vient de Paul et Paul.

## Hommage
- Willie Lamothe

## Sources
Gala de l'ADISQ 1981